# 新春浅草歌舞伎
新春浅草歌舞伎（しんしゅんあさくさかぶき）は、例年正月に浅草公会堂にて行われる松竹による歌舞伎の興行である。1980年（昭和55年）に「初春花形歌舞伎」として行われて以降恒例化し、その後は「若手歌舞伎役者の登竜門」として定着している。

## 概要
江戸時代には江戸随一の繁華街として栄えた浅草の町には、江戸三座が並び立った猿若町があり、その後の時代もショービジネスの中心地として認知されてきた。しかしながら歌舞伎の興行は途絶えており、近代における主要な歌舞伎興行元である松竹では1980年（昭和55年）に同地で「初春花形歌舞伎」を興行し、浅草での歌舞伎公演を復活させた。
また、公演される1月は歌舞伎座や新橋演舞場、国立劇場、大阪松竹座、さらに年によっては名古屋御園座、京都南座といった主要劇場でそれぞれ歌舞伎の公演が大々的に執り行われる ため、浅草歌舞伎ではあえて次世代の花形候補を主役を含めた主要な役どころに配し、若手俳優の研鑽や実力発揮の機会として知られるようになった。
2021年は新型コロナウイルス感染症の世界的流行_(2019年-)（コロナ禍）による影響を受け中止。それに代わり、直近の「新春浅草歌舞伎」公演にて座組を成してきた尾上松也、中村隼人、坂東巳之助、中村米吉、中村莟玉、中村鶴松、中村歌昇、中村種之助、坂東新悟が歌舞伎座正月公演『壽初春大歌舞伎』第一部の『壽浅草柱建』に出演した。2022年も同様に中止。

## 公演

### 主な出演俳優
※前出演時より襲名のない場合代数を省略
- 1980年（昭和55年）- 二代目中村吉右衛門、五代目中村勘九郎、七代目市川寿美蔵、五代目坂東玉三郎、三代目市川子團次
- 1981年（昭和56年） - 九代目澤村宗十郎、三代目中村梅枝、五代目片岡市蔵、六代目片岡十蔵、七代目坂東蓑助、五代目坂東八十助、十代目市川海老蔵、三代目市川右之助
- 1982年（昭和57年） - 十代目市川海老蔵、坂東玉三郎、片岡市蔵、片岡十蔵、四代目市川段四郎、七代目市川門之助、市川右之助
- 1983年（昭和58年） - 片岡孝夫、四代目市川左團次、六代目澤村田乃助、八代目大谷友右衛門、二代目助高屋小傳次、五代目澤村由次郎、五代目中村勘九郎
- 1984年（昭和59年） - 市川左團次、澤村田乃助、二代目澤村藤十郎、七代目尾上菊五郎、中村吉右衛門、坂東蓑助、坂東八十助、五代目坂東竹三郎、二代目坂東慶三、七代目中村芝雀
- 1985年（昭和60年） - 七代目尾上菊五郎、八代目坂東彦三郎、十代目市川海老蔵、二代目市村萬次郎、坂東蓑助、坂東八十助、坂東竹三郎
- 1987年（昭和62年） - 十二代目市川團十郎、七代目尾上菊五郎、八代目坂東彦三郎、市川右之助、坂東正之助、中村芝雀、片岡十蔵、
- 1989年（昭和64/平成元年） - 五代目中村勘九郎、三代目中村歌昇、五代目中村児太郎、中村浩太郎、十三代目中村勘五郎、九代目坂東三津五郎、坂東八十助、五代目坂東秀調、十七代目市村家橘
- 1990年（平成2年） - 五代目中村勘九郎、澤村藤十郎、坂東八十助、五代目中村児太郎、片岡十蔵、四代目片岡亀蔵、三代目中村橋之助、市川左團次、中村浩太郎
- 1991年（平成3年） - 五代目中村勘九郎、市川左團次、三代目中村橋之助、五代目中村児太郎、坂東八十助、坂東秀調、六代目市川男寅、二代目中村七之助、六代目尾上松助
- 1992年（平成4年） - 市川左團次、三代目中村橋之助、七代目市川染五郎、坂東八十助、坂東秀調、片岡孝太郎、五代目中村時蔵、尾上佳緑
- 1993年（平成5年） - 三代目中村橋之助、三代目中村歌昇、七代目市川染五郎、片岡孝太郎、坂東八十助、坂東秀調、六代目市川男寅、二代目中村獅童
- 1994年（平成6年） - 三代目中村橋之助、坂東八十助、坂東秀調、五代目中村時蔵、七代目市川染五郎、二代目市川新車、片岡孝太郎、片岡亀蔵
- 1995年（平成7年） - 初代市川右近、中村信二郎、三代目市川猿之助、市川段四郎、二代目市川春猿、二代目市川猿弥、二代目市川笑也、三代目市川笑三郎、市川段治郎
- 1996年（平成8年） - 二代目尾上辰之助、七代目市川新之助、六代目尾上丑之助、三代目中村橋之助、片岡孝太郎、八代目坂東彦三郎、片岡亀蔵、五代目坂東亀三郎、初代坂東亀寿、六代目片岡愛之助、中村獅童
- 1997年（平成9年） - 中村芝雀、坂東三津五郎、坂東八十助、片岡孝太郎、二代目尾上辰之助、七代目市川新之助、五代目尾上菊之助、片岡亀蔵、坂東秀調、尾上松助
- 1998年（平成10年） - 中村芝雀、坂東三津五郎、坂東八十助、坂東秀調、二代目尾上辰之助、七代目市川新之助、五代目尾上菊之助、片岡亀蔵、八代目坂東彦三郎、尾上松助
- 1999年（平成11年） - 八代目坂東彦三郎、四代目中村玉太郎、五代目坂東亀三郎、二代目尾上辰之助、七代目市川新之助、五代目尾上菊之助、二代目市川亀治郎、坂東亀寿、片岡亀蔵
- 2001年（平成13年） - 二代目中村勘太郎、中村七之助、 市川亀治郎、六代目市川男寅、中村獅童、市川段四郎
- 2002年（平成14年） - 二代目中村勘太郎、中村七之助、市川亀治郎、六代目市川男寅、中村獅童、二代目尾上辰之助、五代目坂東亀三郎、坂東彌十郎、二代目尾上松太郎
- 2003年（平成15年[注 1]） - 市川亀治郎、 二代目中村勘太郎、中村七之助、中村獅童、六代目市川男寅、片岡亀蔵、
- 2004年（平成16年） - 市川亀治郎、二代目中村勘太郎、中村七之助、中村獅童、六代目市川男女蔵、八代目市川門之助、三代目松本錦吾
- 2005年（平成17年） - 市川亀治郎、中村七之助、中村獅童、市川男女蔵、片岡愛之助、二代目中村亀鶴、中村国生、中村宗生、市川門之助
- 2006年（平成18年） - 市川亀治郎、中村獅童、 二代目中村勘太郎、中村七之助、市川門之助、市川男女蔵、中村亀鶴
- 2007年（平成19年） - 二代目中村勘太郎、中村七之助、中村獅童、片岡愛之助、市川男女蔵、中村亀鶴
- 2008年（平成20年） - 二代目中村勘太郎、市川亀治郎、中村七之助、中村獅童、片岡愛之助、市川男女蔵、中村亀鶴、二代目坂東巳之助、二代目中村小山三
- 2009年（平成21年） - 市川亀治郎、二代目中村勘太郎、中村七之助、市川男女蔵、中村亀鶴、二代目尾上松也、中村京蔵、大谷桂三、六代目嵐橘三郎、澤村由次郎
- 2010年（平成22年） - 市川亀治郎、二代目中村勘太郎、中村七之助、市川男女蔵、中村亀鶴、片岡愛之助、三代目坂東三津之助、三代目中村歌女之丞
- 2011年（平成23年） - 市川亀治郎、中村七之助、片岡愛之助[注 2]、中村亀鶴、坂東新悟、市川春猿、市川笑三郎、二代目市川寿猿
- 2012年（平成24年） - 市川亀治郎、市川男女蔵、片岡愛之助、中村亀鶴、四代目中村歌昇、中村壱太郎、二代目坂東巳之助、市川春猿、四代目坂東薪車、坂東竹三郎、中村種之助、中村隼人、五代目中村米吉
- 2013年（平成25年） - 十一代目市川海老蔵、片岡愛之助、尾上松也、中村壱太郎、坂東新悟、中村米吉、中村種之助、中村隼人、六代目片岡市蔵、嵐橘三郎、六代目上村吉弥
- 2014年（平成26年） - 四代目市川猿之助、片岡愛之助、市川男女蔵、中村亀鶴、坂東巳之助、中村壱太郎、中村歌昇、中村種之助、中村隼人、五代目中村米吉、中村梅丸、嵐橘三郎、上村吉弥、市川門之助
- 2015年（平成27年） - 尾上松也、中村歌昇、中村種之助、中村米吉、中村隼人、六代目中村児太郎、中村歌女之丞
- 2016年（平成28年） - 尾上松也、坂東巳之助、中村壱太郎、坂東新悟、中村米吉、中村隼人、中村国生、二代目中村鶴松、中村梅丸、中村歌女之丞、二代目中村錦之助、
- 2017年（平成29年） - 尾上松也、坂東巳之助、中村壱太郎、中村隼人、中村梅丸、中村歌女之丞、大谷桂三、中村錦之助,
- 2018年（平成30年） - 尾上松也、中村歌昇、坂東巳之助、坂東新悟、中村種之助、中村米吉、中村隼人、中村梅丸、中村歌女之丞、中村錦之助
- 2019年（平成31年） - 尾上松也、中村歌昇、坂東巳之助、坂東新悟、中村種之助、中村隼人、四代目中村橋之助、中村鶴松、中村梅丸、中村歌女之丞、大谷桂三、中村錦之助
- 2020年（令和2年） - 尾上松也、中村歌昇、坂東巳之助、坂東新悟、中村隼人、四代目中村橋之助、中村鶴松、大谷桂三、中村錦之助、中村米吉、四代目中村梅花、三代目中村吉之丞

（2021年および2022年は公演中止）
- 2023年（令和5年） - 尾上松也、中村歌昇、坂東巳之助、坂東新悟、中村種之助、中村隼人、四代目中村橋之助、中村莟玉、上村吉弥、中村吉之丞、中村歌女之丞
- 2024年（令和6年） - 尾上松也、中村歌昇、坂東巳之助、坂東新悟、中村種之助、中村米吉、中村隼人、四代目中村橋之助、中村莟玉、中村歌六、市村橘太郎、中村吉之丞、中村歌女之丞
- 2025年（令和7年） - 四代目中村橋之助、中村鷹之資、中村莟玉、五代目中村玉太郎、八代目市川染五郎、三代目尾上左近、中村鶴松

（出典）